# Чинари (село)
Чинари (арм. Չինարի) — село в Тавушской области Армении.

## География
Расположено на правом берегу реки Хндзорут, около 800 м высоте над уровнем моря.
Климат субтропический, среднегодовая температура составляет около 26 'C, с мягкой зимой (около 0 'C) и с теплым летом — +26 'C.
Население составляет около 1 000 человек, и в последние годы оно значительно уменьшается по причине переезда жителей в крупные города Армении. В 2009 году в районе Берда, по программе «Вызовы тысячелетия» будут проводиться дорожностроительные работы, в рамках которых и будет отремонтирован мост села Чинари. В селе расположен монастырь Хоранашат (XIII в.).